# Sarà perché ti amo
"Sarà perché ti amo" ([saˈra perˈke ti ˈaːmo]) — песня итальянской группы Ricchi e Poveri. Была издана как сингл в 1981 году на лейбле Baby Records. Также вошла в альбом группы Ricchi e Poveri 1981 года E penso a te.
Премьера песни состоялась в начале февраля 1981 года на Фестивале в Сан-Ремо.

## Список композиций
1. "Sarà perché ti amo" (3:09)
2. "Bello l'amore" (3:21)

## Chart performance
| Chart (1981)                      | Peak position |
| --------------------------------- | ------------- |
| Австрия (Austrian Charts)         | 7             |
| Бельгия (Фландрия, Ultratop)      | 33            |
| French                            | 1             |
| Германия (Deutsche Single-Charts) | 11            |
| Италия (Single Top 20)            | 1             |
| Швейцария (Schweizer Hitparade)   | 2             |

## Версия Талии
В 2008 году мексиканская поп-певица Талия включила испанскую версию этой песни под титулом «Será porque te amo» в свой альбом Lunada. Также песня была издана как второй сингл с этого альбома.

### Список композиций
Цифровой сингл
1. Será porque te amo (Album Version) – 2:41